# Axel och Margaret Ax:son Johnsons stiftelser
Axel och Margaret Ax:son Johnsons stiftelser är två svenska privata stiftelser inom Johnsonsfären.
Tillsammans äger de 99 procent av rösterna och 87 procent av kapitalet i investmentbolaget Nordstjernan AB. Stiftelserna etablerades 1947 av generalkonsul  Axel Ax:son Johnson och hans hustru Margaret. 
Axel och Margaret Ax:son Johnsons stiftelse för allmännyttiga ändamål syftar till att främja vetenskaplig forskning, särskilt inom humaniora och samhällsvetenskap. Den äger 85 procent av kapitalet och har två procent av rösterna i Nordstjernan.
Axel och Margaret Ax:son Johnsons stiftelse äger två procent av kapitalet och har 94 procent av rösterna i Norstejernan AB. Den syftar till att stödja ättlingar till stiftens grundare genom att vara långsiktig ägare i Nordstjernan. 
Genom stiftelserna kontrollerar således familjen Johnson den av Norstjernan ägda delen av Johnsonsfärens företag.